# Alice (Fernsehfilm)
Alice ist ein deutscher Fernsehfilm (Zweiteiler) über die Journalistin, Herausgeberin und Feministin Alice Schwarzer aus dem Jahr 2022. Die deutschsprachige Erstausstrahlung erfolgte am 30. November 2022 im Ersten.

## Handlung
In den frühen 60ern geht die 21-jährige Alice Schwarzer als Au-Pair nach Paris. Sie findet ihren Weg zum Journalismus und wird politisch aktiv.
Sie verliebt sich in Bruno, einen jungen Mann aus Paris.
Eine Freundin steht eines Tages vor ihrer Tür, sie blutet nach einer Abtreibung. Alice nimmt sie bei sich auf. Bruno hat Angst, dass sie aus Frankreich ausgewiesen wird, wenn die Polizei sie erwischt, denn Abtreibungen sind illegal in Frankreich. Alice aber kümmert das nicht.
In einer französischen Zeitung outen sich Frauen, dass sie abgetrieben haben. Alice setzt sich für das Recht auf Abtreibung ein und überträgt die Aktion auf Deutschland. Im Stern erscheint der Artikel „Wir haben abgetrieben“ als Titelstory.
Der Film endet mit dem Erscheinen der ersten Ausgabe der feministischen Zeitschrift Emma.

## Hintergrund
Der Film wurde vom 1. Februar 2022 bis zum 20. Mai 2022 in Berlin, Köln, Bonn, Wuppertal, Brüssel und Paris gedreht. Beim Casting der Hauptdarsteller hatte Alice Schwarzer eigenen Angaben zufolge ein Mitspracherecht.

## Einschaltquote
Die Erstausstrahlung des ersten Teils von Alice am 30. November 2022 wurde in Deutschland von 3,16 Millionen Zuschauern gesehen und erreichte einen Marktanteil von 11,8 % für Das Erste. Der direkt anschließend gesendete zweite Teil erreichte noch 2,55 Millionen Zuschauer. Bei den Streaming-Ergebnissen erreichte der Film im November mit einer Reichweite von 1,358 Millionen den ersten Platz der monatlichen AGF-Mediatheken-Charts; und in der Gruppe der 14- bis 49-Jährigen war der erste Teil von „Alice“ mit 0,729 Millionen sogar die meist-gestreamte Sendung des gesamten Jahres 2022.

## Kritiken
Das Magazin Stern ordnet den Film als „sehenswert“ ein, und Peter Zander von der Berliner Morgenpost bezeichnet den Film als ein „feinfühliges, vielschichtiges Porträt“, das auch viele persönliche Einblicke gäbe. Der „größte Trumpf“ sei dabei Hauptdarstellerin Nina Gummich, die sich auf verblüffende Weise in die junge Schwarzer verwandle und mit ihrer Figur verschmelze. Dies sei „eine grandiose Leistung“ und „ein schönes Geschenk“ für die 80-jährige Jubilarin Alice Schwarzer und für die Zuschauer. Carolin Klinger von der Stuttgarter Zeitung schreibt, der Film erzähle nicht nur „die Geschichte einer starken Frau, die ihre Ziele unbeirrt verfolgt“, sondern zeige auch eine „verletzliche Alice Schwarzer“; und der Film zeige, dass „die Themen, für die die junge Alice damals kämpfte, bis heute aktuell sind“. Astrid Ebenführer meint im Standard, der Film sei ein „unterhaltsamer und auch teils lehrreicher Fernsehabend“. Laura Ewert bedauert in der Zeit, dass „Kritik jüngerer Generationen an ihrem Feminismusbegriff“ aus erzählerischen Gründen außen vor bleibe, da der Film im Jahr 1977 ende. Carolina Schwarz von der taz ist der Ansicht, der Film „mache es sich einfach“, indem er auf die „schwierigen Jahre“ verzichte und sich nur auf die 60er und 70er Jahre konzentriere. Tilmann P. Gangloff meint auf Kino.de, der Film wäre von Regisseurin Nicole Weegmann „souverän inszeniert“ und sei „ein fesselnder Film über eine selbstbewusste Frau, die ihrer Zeit weit voraus war“, und er habe „nicht zuletzt wegen der aktuellen Kontroversen um die Abtreibungsgesetze in Polen und den USA gerade auch für ein junges Publikum viel zu bieten“.

## Auszeichnungen
- 2023: Grimme-Preis-Nominierung für Nina Gummich (Kategorie: Darstellerische Leistung)[13]
- 2023: Blauer Panther – TV & Streaming Award Nominierung für Nina Gummich (Kategorie: Beste Schauspielerin)[14]